# Nationaal park Sete Cidades
Nationaal park Sete Cidades is een nationaal park in Brazilië, in de noordelijke regio van de staat Piauí.
Het park is in 1961 opgericht en heeft een omvang van 6304 ha. Het beheer is in handen van het Chico Mendes Instituut voor Biodiversiteitsbehoud (ICMBio), een agentschap verbonden aan het ministerie van Milieu. Het park ligt ongeveer 18 km van Piracuruca. 